# Косинский, Антоний Амилькар
Антоний Амилькар Косинский (пол. Antoni Amilkar Kosiński; 16 декабря 1769, Подляшье — 10 марта 1823, Таргова-Гурка) — польский дивизионный генерал, участник восстания Костюшко и наполеоновских войн, один из создателей польских легионов в Италии.

## Биография
Представитель польского дворянского рода Косинских герба Равич. Родился 16 декабря 1769 года в Дрогочинском повете. Сын Юзефа Косинского и Регины Косинской, урождённой Корсак. В молодости он присоединился к пиарам, вышел из ордена в 1790 году и посвятил себя военной карьере. С 1792 года служил в польской армии. После Второго раздела Речи Посполитой участвовал в заговоре, готовившем восстание на Украине, но, преследуемый, бежал к Тадеушу Костюшко. Во время польского восстания под руководством Костюшко (1794) сражался в чине капитана (получил его в июле 1794 года) при обороне Варшавы, где был ранен. После падения восстания он эмигрировал через Италию во Францию . Не сумев попасть в ряды французской армии, он отправился в Ниццу, чтобы получить гражданство этой страны, служил пять месяцев на корсаре «Ле Пьер», а затем взял псевдоним «Амилькар». Получив французское гражданство, он мог поступить на службу во французскую армию. Он участвовал в итальянских военных кампаниях 1795—1796 годов.
Он поддерживал генерала Яна Генрика Домбровского в создании польских легионов (с 1797 года он был командиром батальона), обещая ему поддержку в миланских патриотических клубах. 4 января 1797 года Наполеон Бонапарт согласился на предложения о создании польских легионов в составе армии Ломбардской республики. В то время Антоний Косинский получил прозвище «первый легионер». В 1798 году произведен в полковники. После капитуляции Мантуи в 1799 году он попал в плен к австрийцам, освобожден в 1800 году. С 1802 года служил начальником штаба при Генеральной инспекции в Милане.
Узнав об отправке Польских легионов на остров Гаити, Антоний Косинский выступил против Наполеона и через князя Адама Чарторыйского сделал предложение служить русскому царю Александру I, которое, однако, не осуществилось. Потеряв надежду на то, что дальнейшая служба в легионах поможет польскому делу, в 1803 году он ушел в отставку в чине бригадного генерала и вернулся на родину. Он остался в Варшаве и в Литве.
В 1806 году Антоний Косинский вернулся на службу вместе с Яном Генриком Домбровским и организовал Быдгощское и Квидзынское департанты Великого герцогства Варшавского. Он участвовал в освобождении Торуни, а позже командовал авангардом легиона Домбровского в походе в Померанию. В 1807 году во главе первых сформированных частей польской армии сражался против пруссаков, участвовал в наступлении на Гданьск и взятии Тчева. Он заменил раненого Домбровского и повел его подразделения на Гданьск, а также принял участие в осаде города. Позже в том же году он был награждён за свою кампанию рыцарским крестом ордена Virtuti Militari. В 1808 году, обогнанный князем Юзефом Понятовским в продвижении по службе, он ушел в отставку. Государственный совет герцогства Варшавского возложил на него функции уполномоченного при определении границы с Пруссией. Во время кампании 1809 года он был варшавским губернатором, затем командующим польскими войсками, с которыми принимал участие в битвах под Щекоцинами и Жарновцем. Он ещё раз потребовал его отставки, когда его снова обошли стороной для продвижения по службе. В то время он получил в долгосрочную аренду поместье Старенков недалеко от Познани. С 1811 года дивизионный генерал. В 1812 году он присоединился к Генеральной конфедерации Королевства Польского. В 1812 году он организовал оборону на Бугской линии от русских, а затем был назначен комендантом Люблинским и Седлецким департаментами. В том же году был награждён Командорским крестом Virtuti Militari, после чего ушел в отставку.
После окончания кампании и оккупации Варшавского герцогства ему предложили поступить на прусскую службу и организовать польскую национальную оборону в Великом княжестве Познанском. В 1817 году он получил звание генерал-лейтенанта. В 1820 году был переведен в Познанскую крепость в качестве первого коменданта, но получил отставку 25 октября 1820 года с пенсией в 1500 талеров, выплата которой была предметом давнего спора.
53-летний Антоний Косинский скончался в 1823 году в Таргова-Гурке, имении своей второй жены.
14 октября 1923 года прах генерала Антония Косинского, генерала Юзефа Выбицкого и полковника Анджея Неголевского был торжественно положен в склеп Заслуженных граждан Великой Польши в церкви Святого Войцеха.
С 1807 года Антоний Косинский был членом ложи «Français et Polonais Réunis» (Французское и польское единство), а с 1810 года — членом-основателем ложи Святого Яна в Познани. Работал для развития польской экономики в Великой Польше. Он оставил дневник об итальянских легионах и богатую коллекцию переписки и заметок, опубликованную его сыном под названием Амилькар Косинский в Италии.

## Семья
Был дважды женат. Его первой женой была Марианна Миладовская. Брак закончился разводом в 1805 году. У супругов было двое детей:
- Людвика Косинская
- Юзеф Косинский (+ 1813), погиб в чине лейтенанта

Второй брак состоялся в 1811 году с графиней Аделаидой Констанцией фон Кейзерлингк (1790—1856), дочерью генерала и придворного маршала графа Арчибальда фон Кейзерлингка на Тарговой Гурке и Эрнестины фон Калькройт. У супругов родился один сын:
- Владислав Косинский (1814—1887)